# Parafia św. Mikołaja w Moszczenicy Niżnej
Parafia św. Mikołaja w Moszczenicy Niżnej – parafia rzymskokatolicka znajdująca się w diecezji tarnowskiej, w dekanacie Stary Sącz. Była wzmiankowana już w 1325 roku.
Drewniany kościół parafialny, konstrukcji zrębowej, został zbudowany w XVI wieku. Świątynia znajduje się na Szlaku Architektury Drewnianej.